# Kolejność wykonywania działań

Kolejność wykonywania działań (w terminologii uniwersyteckiej: reguły opuszczania nawiasów w celu skracania zapisu) – zbiór zasad określających, które działania mają być wykonane jako pierwsze w celu określenia wartości danego wyrażenia arytmetycznego.
W teoretycznych rozważaniach używa się określenia: reguły syntaktyczne, jako że dotyczą formalnych reguł przekształcania wyrażeń zbudowanych ze znaków.

## Działania w wyrażeniach bez nawiasów

### Priorytet działań
Ogólną wytyczną jest to, że gdy nie ma nawiasów lub wewnątrz nawiasów, w których nie ma już innych nawiasów, to działania wykonuje się w kolejności:
1. potęgowanie wraz z pierwiastkowaniem,
2. mnożenie wraz z dzieleniem,
3. dodawanie wraz z odejmowaniem.

Taka uproszczona zasada wymaga jednak odpowiedniej interpretacji, różnych uzupełnień i uwzględniania wyjątków.
Potęgowanie wykonuje się przed mnożeniem, dzieleniem, dodawaniem i odejmowaniem w sytuacjach typu:
{\displaystyle 5+4^{3}=5+(4^{3})=5+64,\quad 5\cdot 4^{3}=5\cdot (4^{3})=5\cdot 64,}
Pierwiastkowanie wykonuje się przed mnożeniem, dzieleniem, dodawaniem i odejmowaniem:
{\displaystyle {\sqrt {4}}+5=2+5,\quad {\sqrt {4}}\cdot 5=2\cdot 5.}
Mnożenie wykonuje się przed dodawaniem i przed odejmowaniem:
{\displaystyle 10+3\cdot 8=10+(3\cdot 8)=10+24=34,}
{\displaystyle 18-{4\cdot 3}=18-(4\cdot 3)=18-12=6.}
Dzielenie wykonuje się przed dodawaniem i przed odejmowaniem:
{\displaystyle 7+15:3=7+(15:3)=7+5=12,}
{\displaystyle 13-{10:2}=13-(10:2)=13-5=8.}

### Znak minus
Znak minus „–” na początku wyrażenia lub po lewym nawiasie, np. {\displaystyle 7\cdot (-3+4)} oznacza działanie jednoargumentowe przyporządkowujące liczbie {\displaystyle a} liczbę przeciwną {\displaystyle -a} i ma pierwszeństwo przed dodawaniem, odejmowaniem, mnożeniem i dzieleniem, ale nie przed potęgowaniem (reguła nie jest przestrzegana w analizatorach wyrażeń niektórych programów komputerowych – patrz: Odstępstwa od reguł w programach komputerowych):
{\displaystyle -2+3=(-2)+3=1,\quad -2-3=(-2)-3=-5,}
{\displaystyle -2\cdot 3=(-2)\cdot 3=-(2\cdot 3),}
{\displaystyle -3^{2}=-(3^{2})\neq (-3)^{2}.}
W pozostałych położeniach znak minus „{\displaystyle -}” oznacza odejmowanie.

### Działania o jednakowym priorytecie

#### Dodawanie i odejmowanie
Dodawanie i odejmowanie traktuje się równorzędnie i wykonuje się od lewej do prawej:
{\displaystyle 1+2-3+4=((1+2)-3)+4.}
Zapis {\displaystyle 1+2-3+4} można też traktować jako dodawanie {\displaystyle 1+2+(-3)+4} i można wówczas zmieniać kolejność wyrazów zgodnie z prawami łączności i przemienności dodawania.

#### Mnożenie i dzielenie
Mnożenie i dzielenie również jest traktowanie jako równorzędne, więc jeżeli w wyrażeniu jest tylko mnożenie zapisane za pomocą kropki {\displaystyle \cdot } lub znaku {\displaystyle \times } oraz dzielenie zapisane za pomocą dwukropka : lub znaku {\displaystyle \div ,} to działania wykonuje się od lewej do prawej
{\displaystyle {10:2}\cdot 3=(10:2)\cdot 3=5\cdot 3=15,}
{\displaystyle {7\times 6}\div 2=(7\times 6)\div 2=42\div 2=21.}
Reguła ta nie stosuje się jednak do wyrażeń, w których mnożenie zapisane jest sposobem algebraicznym bez żadnego znaku między czynnikami:
{\displaystyle 8x^{2}:2x=4x.}
To ostatnie to dzielenie jednomianu {\displaystyle 8x^{2}} przez jednomian
{\displaystyle 2x,} którego wynikiem jest jednomian {\displaystyle 4x.}
Tym niemniej nie istnieje uniwersalna konwencja interpretacji wyrażenia zawierającego zarówno dzielenie oznaczone przez „÷”, jak i mnożenie oznaczone przez „×”. Można więc przypisywać operacjom równego pierwszeństwa i wyliczać je od lewej do prawej lub równoważne traktować dzielenia jako mnożenia przez odwrotność, a następnie liczyć w dowolnej kolejności, lub można liczyć wszystkie mnożenia jako pierwsze, a następnie dzielić od lewej do prawej, lub też unikać takich wyrażeń i zamiast tego zawsze używać ujednoznacznianie za pomocą nawiasów.

## Działania w wyrażeniach z nawiasami
Ogólną wytyczną obliczenia wartości wyrażenia arytmetycznego, w którym występują nawiasy, jest to, że zaczyna się od działań w nawiasach najbardziej wewnętrznych, tj. tych, w których nie ma już innych nawiasów. Odpowiada to stwierdzeniu, że działania w nawiasach należy traktować jako oddzielne działania, które należy wykonać przed pozostającymi poza nawiasami.
Symbolami grupującymi podobnie jak nawiasy są: kreska ułamkowa i kreska („daszek”) pierwiastka w znaku {\displaystyle {\sqrt {^{^{\;}}}},} a także wykładnik potęgi zapisywany w indeksie górnym; grupują one działania tak, jak gdyby tkwiły tam domyślne nawiasy, a mianowicie:
{\displaystyle u^{w}=u^{(w)},}
{\displaystyle {\sqrt[{u}]{w}}={\sqrt[{(u)}]{(w)}},}
{\displaystyle {\frac {u}{w}}={\frac {(u)}{(w)}},}
gdzie {\displaystyle u,w} są dowolnymi wyrażeniami, w których pojawiają się wymienione wyżej działania.
Możliwość pominięcia nawiasów wynika z tego, że działania zapisane według powyższej konwencji wyznaczają graficznie początek i koniec swoich argumentów. W zapisie „liniowym”, w którym działanie potęgi zapisuje znakiem ^, pierwiastek pojedynczym znakiem √ lub symbolem funkcyjnym „root” albo „sqrt”, dzielenie zapisuje się znakiem „/” lub „:”, nawiasów obejmujących odpowiednie wyrażenia nie można pomijać.
Istnienie domyślnych nawiasów powoduje m.in., że
- działania w wykładniku wykonuje się przed potęgowaniem:

{\displaystyle 4^{3^{2}}=4^{(3^{2})}=4^{9},\quad 4^{3\cdot 2}=4^{(3\cdot 2)}=4^{6},\quad 4^{3+2}=4^{(3+2)}=4^{5}.}
- działania pod pierwiastkiem wykonuje się przed pierwiastkowaniem:

{\displaystyle {\sqrt {2\cdot 8}}={\sqrt {16}}=4,\quad {\sqrt {4+5}}={\sqrt {9}}=3.}
- w ułamkach działania w liczniku i w mianowniku wykonuje się przed dzieleniem

{\displaystyle {\frac {15}{2+3}}={\frac {15}{(2+3)}}={\frac {15}{5}}=3,}

## Problemy interpretacyjne
Reguły kolejności działań dotyczą obliczania wartości danego wyrażenia arytmetycznego, nie są natomiast nakazem wykonywania obliczeń w tej właśnie kolejności, o ile można zastosować konkretne prawo arytmetyki. Na przykład mając wyrażenie {\displaystyle (4+3)\cdot 8} nie musimy wykonywać podanego dodawania otrzymując {\displaystyle 7\cdot 8,} ale można obliczać to w inny sposób, np. jako {\displaystyle 4\cdot 8+3\cdot 8} (na mocy prawa rozdzielności mnożenia względem dodawania, pozornie wbrew regule pierwszeństwa działania w nawiasach).
W przypadku wyrażeń algebraicznych zawierających symbole literowe nie można mówić o obliczeniu wartości danego wyrażenia (dopóki nie podstawi się liczb w miejsce zmiennych), ani o kolejności wykonywania działań, bowiem np. w wyrażeniu {\displaystyle a+b\times c} nie można wykonać żadnego z napisanych działań. Przy przekształcaniu wyrażeń algebraicznych wykorzystuje się, podobnie jak w arytmetyce, własności działań (przemienność, łączność, rozdzielność) i reguły takie jak:
{\displaystyle a-(b+c)=a-b-c,\quad a-(b-c)=a-b+c.}
W wielu obliczeniach rolę znaku dzielenia pełni kreska ułamkowa zapisywana poziomo; wówczas kolejność działań wynika z reguł postępowania z ułamkami. W druku dla oszczędności miejsca kreska ułamkowa bywa zapisywana skośnie (slash /). Symbol typu {\displaystyle a/b/c} odpowiada ułamkowi piętrowemu i w tym zapisie nie wiadomo, która kreska jest główna, toteż w takim przypadku nawias jest konieczny: {\displaystyle a/(b/c)} bądź {\displaystyle (a/b)/c.} Symbol typu {\displaystyle a\cdot b/c} nie budzi wątpliwości (wynik nie zależy tu od kolejności), natomiast symbole {\displaystyle a/b\cdot c} i {\displaystyle a/bc} nie są jednoznaczne, ich interpretacja może zależeć od kontekstu, nie wiadomo, czy ma to być ułamek {\displaystyle a/b} pomnożony przez {\displaystyle c,} czy może w mianowniku jest iloczyn {\displaystyle b\cdot c.} Tu również powinno się dać nawias, zwłaszcza w sytuacjach takich jak {\displaystyle 1/x\sin x,} co można interpretować jako {\displaystyle {\tfrac {1}{x\sin x}}} lub jako {\displaystyle {\tfrac {1}{x}}\sin x.} Natomiast {\displaystyle 1/2\pi } to {\displaystyle {\tfrac {1}{2\pi }}=1/(2\pi ),} a nie {\displaystyle {\tfrac {1}{2}}\pi =(1/2)\pi =\pi /2.}
Ponadto pewne redakcje (m.in. „Physical Review”) mają swoje preferencje i wymagają ich od autorów.
Reguły kolejności wykonywania działań nie obejmują przekształceń wyrażeń zawierających symbole niealgebraiczne. W przypadku funkcji (np. logarytm, sinus) zalecane jest używanie nawiasów we wszystkich dwuznacznych sytuacjach. Istnieją jednak pewne tradycje, na przykład w wyrażeniu {\displaystyle \sin 2x} najpierw wykonuje się mnożenie, a potem wyznacza sinus; natomiast w wyrażeniu {\displaystyle \sin x\sin y} najpierw wykonuje się wyznaczenie obydwu sinusów, a następnie mnożenie. Ponadto {\displaystyle \sin ^{2}x=(\sin x)^{2},} {\displaystyle \sin x^{2}=\sin(x^{2}).}
Symbole operatorów (działań) jednoargumentowych w rodzaju: silnia !, procent %, stopień °, znaki pochodnych prim {\displaystyle '} i bis {\displaystyle ''} działają z takim priorytetem jak wykładnik potęgi; nie ma tu reguł opuszczania nawiasów, toteż przy wyrażeniach złożonych wszystkie nawiasy powinny być wyraźnie wstawiane.

## Odstępstwa od reguł w programach komputerowych
Reguły zapisu wyrażeń nakazują pisanie znaku minus i plus w nawiasie z wyjątkiem występowania na początku wyrażenia, ale nie ma ogólnie przyjętej, jednolitej, prostej zasady dotyczącej kolejności działań we wszystkich pojawiających się sytuacjach, ponadto sytuację komplikują jeszcze wyjątki pojawiające się na styku matematyki i informatyki.
Programy Microsoft, w tym kalkulatory i arkusz kalkulacyjny Microsoft Excel traktują znak minus jako silniej wiążący niż mnożenie i potęgowanie, i tak -3^2 = (-3)^2 = 9, a liczbę (operand) może poprzedzać dowolna liczba minusów i plusów bez nawiasów i mogą być rozdzielone spacjami 4--+- -3 jest poprawnym wyrażeniem. Nie jest stosowana też reguła wiązania potęgi od prawej do lewej, gdyż 4^2^3 = (4^2)^3. Programy innych producentów np. kalkulator HEXelon Max, LibreOffice Calc, OpenOffice Calc zachowują zgodność z programami Microsoftu.
Znane są przypadki, gdy kalkulatory sprzętowe tego samego producenta, ale różnych modeli wykonują ww. operacje różnie, np. kalkulatory Texas Instruments TI-92 i TI-30XII – pierwszy wylicza 4^2^3 jako 4^(2^3), a drugi jako (4^2)^3.

## Rys historyczny
Reguły kolejności działań kształtowały się stopniowo na przestrzeni wieków. Zasada, że mnożenie ma pierwszeństwo przed dodawaniem, została włączona do rozwoju notacji algebraicznej około 1600 roku, ponieważ własność rozdzielności mnożenia względem dodawania implikuje to jako naturalną hierarchię. Jeszcze w latach dwudziestych XX wieku historyk matematyki Florian Cajori wskazywał na brak zgody co do tego, czy mnożenie powinno mieć pierwszeństwo przed dzieleniem, czy też powinny być one traktowane na równi. Termin „kolejność działań” i mnemotechniki z obszary anglojęzycznego „PEMDAS/BEDMAS” zostały sformalizowane dopiero pod koniec XIX lub na początku XX wieku, wraz ze wzrostem zapotrzebowania na standaryzowane podręczniki. Niejednoznaczność w kwestiach takich jak to, czy niejawne mnożenie ma pierwszeństwo przed jawnym dzieleniem w wyrażeniach takich jak a/2b, które można interpretować jako a/(2b) lub (a/2)*b, sugeruje, że konwencje nie są jeszcze całkowicie ustabilizowane.